# Raymond Smullyan
Raymond »Ray« Merrill Smullyan [réjmond mêril smáljen], ameriški matematik in logik, * 25. maj 1919, Far Rockaway, New York. ZDA, † 6. februar 2017.

## Življenje
Smullyan je doktoriral iz matematike leta 1959 na Univerzi Princeton z disertacijo Teorija formalnih sistemov (Theory of Formal Systems). Njegov mentor je bil Alonzo Church.
Smullyan je avtor mnogih knjig s področja razvedrilne matematike in (razvedrilne) logike. Njegova najbolj znana knjiga ima naslov Poznate naslov te knjige?
V njegovih knjigah nastopajo vitezi in oprode.

### v slovenščini
- Alica v deželi ugank, 1984
- Šahovske skrivnosti Sherlocka Holmesa, 1986
- Poznate naslov te knjige?, 1987
- Dekle ali tiger?, 1989
- Oponašati oponašalko, 1991
- Šahirazada, 1992
- Za vedno neodločeno, 1992
- Satan, Cantor in neskončnost, 1995
- Ta knjiga ne potrebuje naslova, 1998

### v angleščini
- The Tao is Silent, (1977)
- The Chess Mysteries of Sherlock Holmes
- The Chess Mysteries of the Arabian Knights
- The Lady or the Tiger?
- The Riddle of Scheherazade
- This Book Needs No Title
- Alice in Puzzle-land
- What is the Name of This Book?
- Forever Undecided
- To Mock a Mockingbird
- Satan, Cantor and Infinity